# 小叶紫椴
小叶紫椴（学名：Tilia amurensis var. taquetii）为椴树科椴树属下的一个变种。

## 扩展阅读
- 維基物種上的相關：小叶紫椴